# Lotononis platycarpa
Lotononis platycarpa är en ärtväxtart som först beskrevs av Domenico Viviani, och fick sitt nu gällande namn av Rodolfo Emilio Giuseppe Pichi Sermolli. Lotononis platycarpa ingår i släktet Lotononis och familjen ärtväxter. Inga underarter finns listade i Catalogue of Life.